# Castanheira (kommun)
Castanheira är en kommun i Brasilien.   Den ligger i delstaten Mato Grosso, i den centrala delen av landet, 1 300 km väster om huvudstaden Brasília. Antalet invånare är 8 231.
Omgivningarna runt Castanheira är huvudsakligen savann. Trakten runt Castanheira är nära nog obefolkad, med mindre än två invånare per kvadratkilometer.